# Photinus aquilonius
Photinus aquilonius is een keversoort uit de familie glimwormen (Lampyridae). De wetenschappelijke naam van de soort is voor het eerst geldig gepubliceerd in 1969 door Lloyd.